# Kaletówka (Zagaje)
Kaletówka – kolonia wsi Zagaje w Polsce, położona w województwie świętokrzyskim, w powiecie jędrzejowskim, w gminie Jędrzejów.
W latach 1975–1998 kolonia należała administracyjnie do województwa kieleckiego.
Brak zabudowy.